# Acacia distans
Acacia distans — вид квіткових рослин з родини бобових. Ареал: Австралія (Західна Австралія).

## Середовище проживання
Вид зазвичай можна знайти в руслах річок і заплавах, де росте в суглинках, глинах, алювію та червоних піщаних ґрунтах. Він має переривчасте поширення й часто зустрічається навколо верхів'їв і верхніх водозбірних районів річок Фортеск'ю, Гасьйон і Мурчісон, де він зустрічається на алювіальних рівнинах, що ростуть на суглинних ґрунтах як частина низьколісся або чагарників, і, як відомо, утворює чисті насадження.

## Біоморфологічна характеристика
Дерево зазвичай досягає висоти від 2 до 10 метрів і має тріщинисту та волокнисту сіру кору. Має тонкі голі тонкі, іноді пониклі гілочки з шипуватими новими пагонами з волосками, які з віком стають сріблястими. Сіро-зелені філодії мають від лінійної до вигнутої форми, довжину від 6 до 15 см і ширину від 4 до 12 мм, дрібно смугасті з центральною жилкою, яка є більш помітною, ніж інші. Цвіте з березня по травень і дає жовті квітки. Рудиментарні суцвіття утворюють двоголові китиці, укомплектованими золотистими квітками. Стручки мають лінійну форму, але підняті над і неглибоко стиснуті між насінням. Стручки мають довжину до 14 см і ширину від 3 до 5 мм. Вони містять блискуче темно-коричневе насіння, яке має еліптичну або широкоеліптичну форму та довжину близько 6 мм.